# Stolz–Cesàros sats
Stolz-Cesàros sats är ett resultat inom matematisk analys som kan användas för att avgöra huruvida en följd är konvergent. Satsen är uppkallad efter Otto Stolz och Ernesto Cesàro och kan ses som en slags l'Hôpitals regel för följder.

## Formulering
Låt {\displaystyle (a_{n})} och {\displaystyle (b_{n})} vara två följder av reella tal. Antag att {\displaystyle (b_{n})} är strikt växande och obegränsad, samt att gränsvärdet
{\displaystyle \lim _{n\to \infty }{\frac {a_{n+1}-a_{n}}{b_{n+1}-b_{n}}}=l} existerar
Då gäller
{\displaystyle \lim _{n\to \infty }{\frac {a_{n}}{b_{n}}}=l}